# Zoffa Yarawi
Zoffa Yarawi, född 1 januari 1954, är en papuansk före detta boxare.

## OS 1976
Yarawi är främst känd för att ha tävlat för Papua Nya Guinea vid landets första framträdande i OS, i Montreal 1976. Yarawi tävlade då i viktklassen lätt flugvikt.
I första omgången lämnade Venostos Ochira från Uganda walkover. I andra omgången mötte Yarawi Jorge Hernández, som skulle komma att ta OS-guld i denna olympiad. Hernández vann på knockout i tredje ronden.